# Comitatul Douglas, Washington
Comitatul Douglas, conform originalului din engleză, Douglas County, este unul din cele 39 comitate ale statului american Washington. Sediul comitatului, care a fost fondat în 1880, este Waterville.
Este parte a zonei metropolitane cunoscută sub numele de Wenatchee–East Wenatchee, Washington, Metropolitan Statistical Area. Conform datelor furnizate de 2010 Census, populația sa fusese de 38,431, la data de 1 aprilie 2010.  Sediul comitatului se găsește la Waterville, dar localitatea cea mai populată este East Wenatchee Bench, deși East Wenatchee este centrul său comercial.

## Istoric
Numit după politicianul american Stephen A. Douglas, Douglas County a fost creat din comitatul Lincoln la data de 28 noiembrie 1883.

## Geografie
Conform acelorași date furnizate de United States Census Bureau, suprafața totală a comitatului este 4.789 km² (sau de 1 849 sqmi), dintre care majoritatea 4.716 km² (sau 1.821 mi2) este uscat, și doar 73 km² (sau 28 mi2, adică 1,52%) este apă.

### Elemente geografice majore
- Columbia River

### Drumuri importante
- U.S. Route 2
- U.S. Route 97

### Comitate vecine
- Comitatul Okanogan - la nord
- Comitatul Grant - la sud
- Comitatul Kittitas - la sud-vest
- Comitatul Chelan - la vest

## Comunități desemnate pentru recensământ
- Bridgeport
- Coulee Dam (partial)
- East Wenatchee
- Mansfield
- Rock Island
- Waterville

## Alte comunități
- Farmer
- Orondo
- Palisades
- Withrow

## A se vedea și
- National Register of Historic Places listings in Douglas County, Washington

## Demografie
|  | Graficele sunt indisponibile din cauza unor probleme tehnice. Mai multe informații se găsesc la Phabricator și la wiki-ul MediaWiki. |

Date: Wikidata - grafică realizată de Wikipedia